# Arrondissement Paimbœuf
Paimbœuf is een voormalig arrondissement in het departement Loire-Atlantique in de Franse regio Pays de la Loire . Het arrondissement werd op 17 februari 1800 gevormd en op 10 september 1926 opgeheven. De vijf kantons werden bij de opheffing toegevoegd aan het arrondissement Saint-Nazaire.

## Kantons
Het arrondissement was samengesteld uit de volgende kantons:
- kanton Bourgneuf-en-Retz
- kanton Paimbœuf
- kanton Le Pellerin
- kanton Pornic
- kanton Saint-Père-en-Retz